# Liaobaatar
Liaobaatar è un genere di mammiferi estinti appartenenti all'ordine dei Multituberculata, famiglia Eobaataridae. I resti fossili provengono dal Cretaceo inferiore della Cina. Questi erbivori vissero durante l'era Mesozoica, conosciuta anche come "l'era dei dinosauri". Furono tra i rappresentanti più evoluti del sottordine informale dei "Plagiaulacida".

## Descrizione
(Kusuhashi, Hu, Wang, Setoguchi & Matsuoka (2009). "Two Eobaatarid (Multituberculata; Mammalia) Genera from the Lower Cretaceous Shahai and Fuxin Formations, Northeastern China" Journal of Vertebrate Paleontology 29(4):p. 1264-1288)

## Distribuzione
I suoi resti sono stati scoperti negli strati databili al Cretaceo inferiore (Aptiano o Albiano) della Cina, Provincia di Liaoning,  Formazioni Shahai e Fuxin.

## Specie
La specie Liaobaatar changi venne classificata da Kusuhashi, Hu, Wang, Setoguchi e Matsuoka nel 2009,  ed è la specie tipo per monotipia.

## Etimologia
Il nome Liaobaatar indica il sito dove il materiale riferito a questo genere è stato scoperto, la provincia cinese del Liaoning, più il suffisso Mongolo "baatar"= eroe, usato spesso nella classificazione dei multitubercolati.

## Tassonomia
Sottoclasse  †Allotheria Marsh, 1880
- Ordine †Multituberculata Cope, 1884:
  - Sottordine †Plagiaulacida Simpson, 1925
    - Ramo Plagiaulacidae
      - Famiglia †Eobaataridae Kielan-Jaworowska, Dashzeveg & Trofimov, 1987
        - Genere †Eobaatar Kielan-Jaworowska, Dashzeveg & Trofimov, 1987
          - Specie †E. magnus Kielan-Jaworowska, Dashzeveg & Trofimov, 1987
          - Specie †E. minor Kielan-Jaworowska, Dashzeveg & Trofimov, 1987
          - Specie †E. hispanicus Hahn & Hahn, 1992
          - Specie †E. pajaronensis Hahn & Hahn, 2001
          - Specie †E. clemensi Sweetman, 2009

        - Genere †Loxaulax Simpson, 1928
          - Specie †L. valdensis Simpson, 1928

        - Genere †Monobaatar Kielan-Jaworowska, Dashzeveg & Trofimov, 1987
          - Specie †M. mimicus Kielan-Jaworowska, Dashzeveg & Trofimov, 1987

        - Genere †Parendotherium Crusafont Pairó & Adrover, 1966
          - Specie †P. herreroi Crusafont Pairó & Adrover, 1966

        - Genere †Sinobaatar Hu & Wang, 2002
          - Specie †S. lingyuanensis Hu & Wang, 2002
          - Specie †S. xiei Kusuhashi et al., 2009
          - Specie †S. fuxinensis Kusuhashi et al., 2009

        - Genere †Heishanobaatar Kusuhashi et al., 2010
          - Specie †H. triangulus Kusuhashi et al., 2010

        - Genere †Liaobaatar Kusuhashi et al., 2009
          - Specie †L. changi Kusuhashi et al., 2009

        - Genere †Hakusanobaatar Kusuhashi et al., 2008
          - Specie †H. matsuoi Kusuhashi et al., 2008

        - Genere †Tedoribaatar Kusuhashi et al., 2008
          - Specie †T. reini Kusuhashi et al., 2008